# キレンスク

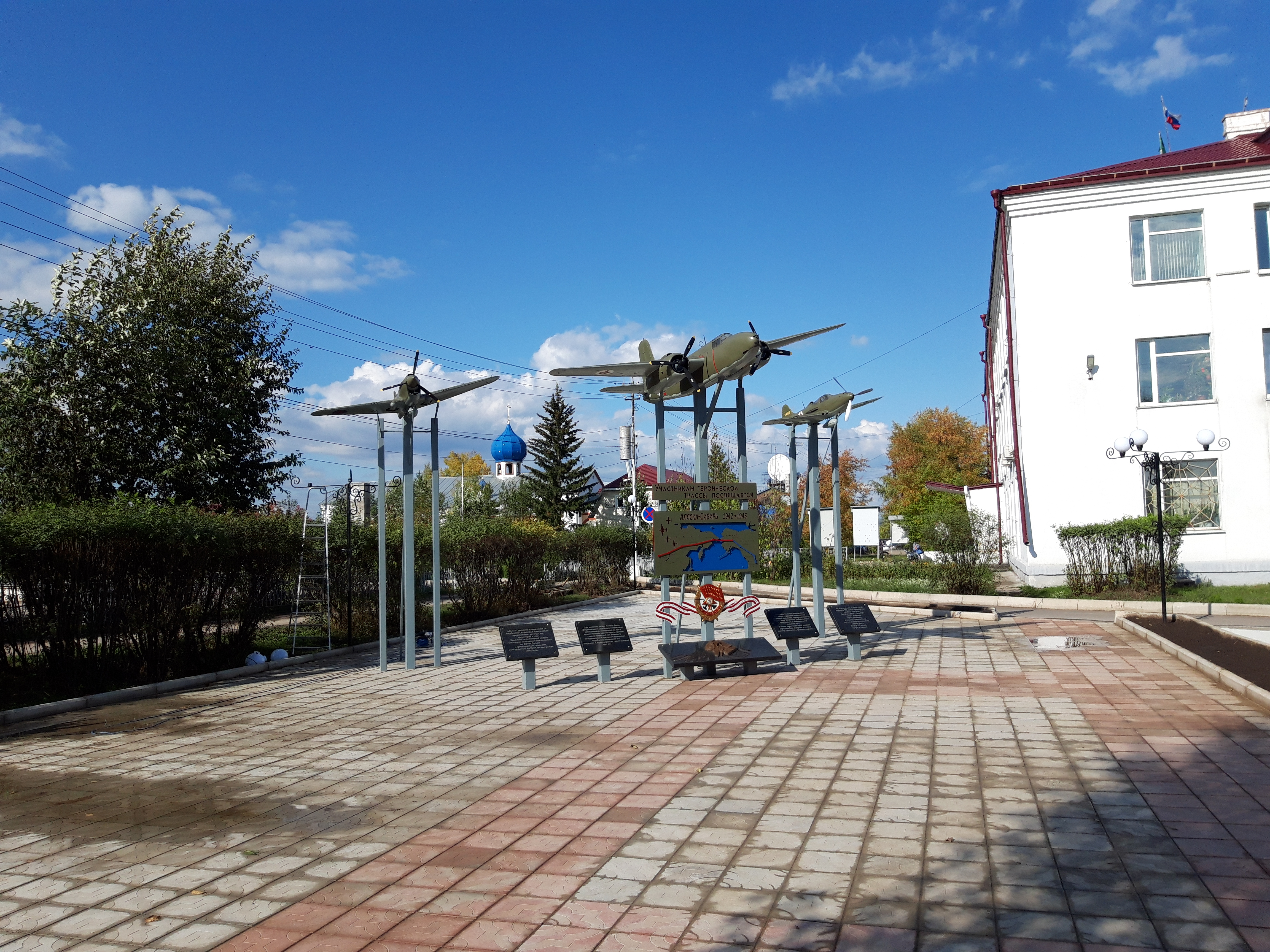

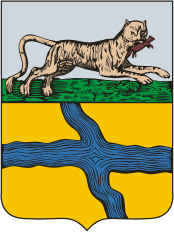
キレンスクの紋章

キレンスク（Киренск、ローマ字表記の例: Kirensk）は、ロシア・東シベリアのイルクーツク州北部にある町。人口は1万998人（2021年）。

## 地理
東シベリアの大河レナ川に、南からキレンガ川が合流する地点にある。州都イルクーツクからは北へ710km、バイカル湖北端からは北北西へ240km、レナ川上流の町ウスチ＝クートからは北東へ170km。

## 歴史

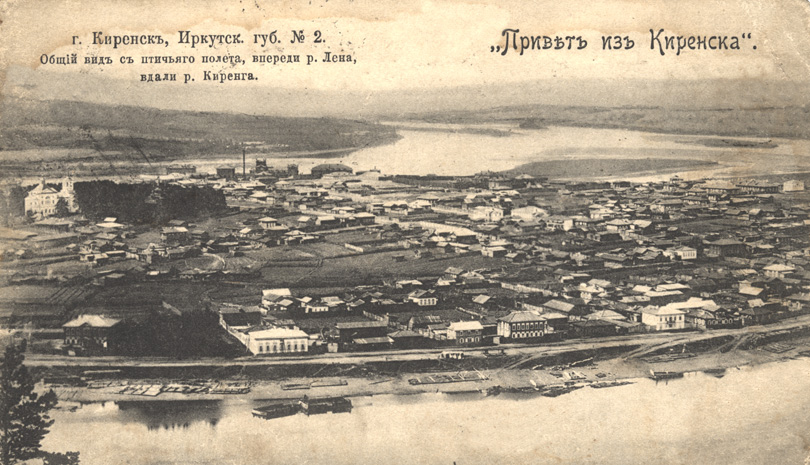
1917年頃

1630年、ヴァシーリー・ブゴル率いるコサックがレナ川を船で探検していた際、現在のキレンスクの場所に越冬地を建設した。当時はニコルスキー・ポゴスト（ニコライの村）という名だった。船でシベリアを横断するコサックたちはエニセイ川流域とレナ川流域を結ぶ連水陸路を開拓したが、ニコルスキー・ポゴストはウスチ＝クートとならび、連水陸路のレナ川側の大きな終点であった。1630年代には後にアムール川の探検家となるエロフェイ・ハバロフがここに製塩などを営む集落を建設している。1665年にニコルスキー・ポゴストはキレンスキー・オストログ（キレンガの砦）と改名され、先住民から徴収された毛皮などの集積が行われた。1775年に市の地位を得ている。
19世紀には多くの政治犯がこの地に流刑されてきた。ポーランド人流刑者も多く、中にはユゼフ・ピウスツキのような人物もいた。ソ連時代に入ると、スターリン体制化でグラグ（強制収容所）が建設された。1991年にはかつて内務人民委員部（NKVD）が使っていた建物の地下から80体以上の遺体が発掘された。彼らは1938年に処刑された人々と見られ、頭に直接銃を突きつけて射殺されていた。
バイカル・アムール鉄道（バム鉄道）が建設されていた時期には、建設資材がキレンスクからキレンガ川上流の鉄道横断地点マギストラルヌイまで船で運送されていた。1970年代には、キレンガ川がレナ川に流れ込む河口の一つに、雪解け水の洪水や解けた氷の堆積（アイスジャム）を防ぐためのダムが建設された。しかし2001年には大規模な洪水が起きている。

## 人口推移
- 1万6137人（1989年）
- 1万3712人（2002年）
- 1万0998人（2021年）

## 交通
キレンスク空港が外部との間を結んでいる。同空港は第二次世界大戦時、アメリカ合衆国からアラスカを経てソ連へと通う航空機の中継点になっていた。
夏はレナ川沿いの水運が旅客用や貨物用に利用できるが、冬は飛行場およびレナ川の氷上にできた道しか利用できない。鉄道や舗装道路はこの町には達していない。

## 気候
大陸性気候で、年平均気温は-3.5度、7月の平均気温は18.3度、1月の平均気温は-26.7度となる。年平均降水量は395mmで、夏に多く降る。
| キレンスクの気候                  | キレンスクの気候 | キレンスクの気候 | キレンスクの気候 | キレンスクの気候 | キレンスクの気候 | キレンスクの気候 | キレンスクの気候 | キレンスクの気候 | キレンスクの気候 | キレンスクの気候 | キレンスクの気候 | キレンスクの気候 | キレンスクの気候 |
| 月                                | 1月              | 2月              | 3月              | 4月              | 5月              | 6月              | 7月              | 8月              | 9月              | 10月             | 11月             | 12月             | 年               |
| --------------------------------- | ---------------- | ---------------- | ---------------- | ---------------- | ---------------- | ---------------- | ---------------- | ---------------- | ---------------- | ---------------- | ---------------- | ---------------- | ---------------- |
| 最高気温記録 °C （°F）            | 1.4 (34.5)       | 7.0 (44.6)       | 16.1 (61)        | 24.4 (75.9)      | 33.6 (92.5)      | 36.8 (98.2)      | 36.6 (97.9)      | 36.5 (97.7)      | 29.3 (84.7)      | 24.0 (75.2)      | 8.9 (48)         | 4.1 (39.4)       | 36.8 (98.2)      |
| 平均最高気温 °C （°F）            | −21.0 (−5.8)     | −14.8 (5.4)      | −3.6 (25.5)      | 5.5 (41.9)       | 15.4 (59.7)      | 22.8 (73)        | 25.3 (77.5)      | 22.0 (71.6)      | 12.9 (55.2)      | 2.6 (36.7)       | −10.5 (13.1)     | −19.3 (−2.7)     | 3.11 (37.59)     |
| 日平均気温 °C （°F）              | −26.7 (−16.1)    | −22.3 (−8.1)     | −12.7 (9.1)      | −1.4 (29.5)      | 7.8 (46)         | 15.3 (59.5)      | 18.3 (64.9)      | 15.1 (59.2)      | 6.7 (44.1)       | −2.1 (28.2)      | −15.5 (4.1)      | −24.5 (−12.1)    | −3.5 (25.69)     |
| 平均最低気温 °C （°F）            | −32.2 (−26)      | −29.2 (−20.6)    | −21.0 (−5.8)     | −8.0 (17.6)      | 0.9 (33.6)       | 8.5 (47.3)       | 12.2 (54)        | 9.5 (49.1)       | 2.3 (36.1)       | −6.0 (21.2)      | −20.6 (−5.1)     | −29.8 (−21.6)    | −9.45 (14.98)    |
| 最低気温記録 °C （°F）            | −57.8 (−72)      | −56.2 (−69.2)    | −47.7 (−53.9)    | −36.8 (−34.2)    | −15.4 (4.3)      | −4.3 (24.3)      | 0.4 (32.7)       | −5.3 (22.5)      | −11.3 (11.7)     | −37.6 (−35.7)    | −49.6 (−57.3)    | −57.0 (−70.6)    | −57.8 (−72)      |
| 降水量 mm （inch）                | 19 (0.75)        | 14 (0.55)        | 11 (0.43)        | 14 (0.55)        | 31 (1.22)        | 52 (2.05)        | 67 (2.64)        | 59 (2.32)        | 42 (1.65)        | 32 (1.26)        | 28 (1.1)         | 26 (1.02)        | 395 (15.54)      |
| 平均降雨日数                      | 0                | 0                | 1                | 7                | 16               | 18               | 17               | 17               | 18               | 10               | 1                | 0                | 105              |
| 平均降雪日数                      | 26               | 22               | 18               | 10               | 2                | 0                | 0                | 0                | 1                | 14               | 25               | 27               | 145              |
| % 湿度                            | 78               | 77               | 70               | 62               | 59               | 67               | 74               | 78               | 79               | 77               | 79               | 79               | 73.3             |
| 平均月間日照時間                  | 50               | 104              | 176              | 216              | 252              | 284              | 265              | 207              | 135              | 89               | 56               | 29               | 1,863            |
| 出典1：pogoda.ru.net              |                  |                  |                  |                  |                  |                  |                  |                  |                  |                  |                  |                  |                  |
| 出典2：NOAA (sun only, 1961-1990) |                  |                  |                  |                  |                  |                  |                  |                  |                  |                  |                  |                  |                  |